# علي رضا حيدري
علي رضا حيدري (بالفارسية: علیرضا حیدری) هو لاعب كرة قدم إيراني في مركز حراسة المرمى، ولد في 1 ديسمبر 1992 في طهران في إيران. لعب مع نادي راه آهن ونادي شهر خودرو.

## وصلات خارجية
- علي رضا حيدري على موقع قاعدة بيانات كرة القدم.إي يو (الإنجليزية)
- علي رضا حيدري على موقع Soccerway.com (الإنجليزية)